# Jorge Fernández-Valdés
Jorge Fernández-Valdés (nascido em 6 de agosto de 1992) é um jogador profissional argentino de golfe que atualmente joga nos torneios do Circuito Web.com, do Circuito PGA Canadense e do Circuito PGA da América Latina.

## Carreira amadora
Fernández-Valdés teve uma bem-sucedida carreira júnior, representando Argentina na Copa do Mundo de Golfe Juvenil de 2009, realizada no Japão, e foi vice-campeão do Campeonato Mundial de Golfe Júnior na categoria entre 15 e 17 anos, realizado em Torrey Pines Golf Course, na cidade de San Diego, no estado da Califórnia, Estados Unidos.
Durante sua carreira amadora, Fernández-Valdés também competiu no Campeonato Amador Júnior dos Estados Unidos, em 2008, e por duas vezes venceu a Copa Pereyra Iraola, em 2008 e em 2011, assim como no Aberto da Argentina.

## Carreira profissional
Fernández-Valdés tornou-se profissional em 2012 e imediatamente juntou-se ao Circuito PGA Latino-americano, fazendo sua primeira partida do circuito no Copa NEC Roberto De Vicenzo Invitational, no mesmo ano.
Em 2013, Fernández-Valdés obteve sua primeira vitória da carreira como profissional no Aberto Mundo Maya, tornando-se o mais novo campeão do Circuito PGA Latino-americano, aos 20 anos e nove meses de idade. Durante 2013 Fernández-Valdés fez oito participações no Circuito PGA Latino-americano e ficou entre os dez primeiros.
Em 2014 Fernández-Valdés conquistou sua segunda vitória de categoria PGA, no Aberto do Chile. Também terminou em segundo lugar no Mazatlán Open, em quinto no Aberto do Brasil, em sexto no Aberto do Equador, em décimo no Aberto da Colômbia, terminando em quinto colocado com a Ordem do Mérito.
Fernández-Valdés passou a competir no Circuito Web.com pela Q School para a temporada 2015 e terminou em segundo no Albertsons Boise Open.

## Vitórias amadoras (2)
- Copa Pereyra Iraola de 2008, no Aberto da Argentina
- Copa Pereyra Iraola de 2011, no Aberto da Argentina

## Vitórias profissionais (3)

### Vitórias no Circuito PGA da América Latina (3)
| N.º | Data                   | Torneio                         | Pontuação conquistada | Margem de vitória | Vice-campeão                                     | Ref    |
| --- | ---------------------- | ------------------------------- | --------------------- | ----------------- | ------------------------------------------------ | ------ |
| 1   | 19 de maio de 2013     | Mundo Maya Open                 | −11 (67-69-68-73=277) | 1 tacada          | Armando Villarreal                               | [ 8 ]  |
| 2   | 16 de novembro de 2014 | Hyundai - BBVA Abierto de Chile | −17 (68-62-71-70=271) | 2 tacadas         | Joel Dahmen, Armando Favela                      | [ 9 ]  |
| 3   | 25 de setembro de 2016 | Aberto do Brasil                | −4 (69-69-70-72=280)  | 2 tacadas         | Corey Conners, Brad Hopfinger, Guillermo Pereira | [ 10 ] |

## Participações da equipe
- Eisenhower Trophy (representando Argentina): 2008, 2010
- Toyota Junior Golf World Cup  (representando Argentina): 2009 (vencedor)